# Каменка (Новолялинський міський округ)
Ка́менка (рос. Каменка) — селище у складі Новолялинського міського округу Свердловської області.
Населення — 103 особи (2010, 155 у 2002).
Національний склад населення станом на 2002 рік: росіяни — 90 %.